# Afroablepharus seydeli
Afroablepharus seydeli là một loài thằn lằn trong họ Scincidae. Loài này được De Witte mô tả khoa học đầu tiên năm 1933.